# Songs of Experience (음반)
《Songs of Experience》는 아일랜드의 록 밴드 U2의 열네 번째 스튜디오 음반이다. 2017년 12월 1일에 발매했고, 잭나이프 리, 라이언 테더와 스티브 릴리와이트, 앤디 발로우, 졸리온 토머스, 브렌트 쿠츨, 폴 엡워스, 데인저 마우스, 데클란 개프니가 프로듀싱을 하였다. 이 음반은 U2의 이전 음반인 《Songs of Innocence》(2014년)의 속편이다. 그것의 전임자가 1970년대에 아일랜드에서 그룹 멤버들의 청소년기를 탐구한 반면, 《Songs of Experience》는 주제적으로 리드 보컬 보노가 그의 심장과 가장 가까운 곳에 쓴 편지 모음집이다. 이 음반에는 하임, 켄드릭 라마, 레이디 가가를 포함한 여러 음악적 행위의 게스트 참여에 담겨 있다.